# BLUE BACK
「BLUE BACK」（ブルーバック）は、GRAPEVINEの13枚目のシングルである。2002年10月17日発売。

## 解説
- 前作から約4か月振りのリリース。アルバム『another sky』の先行シングル。
- 元々は「んなわけねぇよ」というタイトルになる予定だった。
- 西原がシングル曲の作曲を手がけたのは、1枚目のシングル「そら」以来約5年振りのことである。『another sky』発表後に西原が脱退したため、4人体制でリリースした最後のシングルとなった。また、西原がGRAPEVINEで作曲を手がけた最後の曲となった。

## 収録曲
1. BLUE BACK（作詞:田中和将/作曲:西原誠）
テレビ朝日『さまぁ〜ずと優香の怪しい××貸しちゃうのかよ!!』エンディングテーマ（2002年10月-12月）
「ライヴで盛り上がれるように」と、曲は一晩で作られ、リハーサルスタジオで一発撮りしたという。
PVでキーボードを演奏しているのは、サポートメンバーの高野ではなく、カツラを被った西川である。
2. STUDY（作詞:田中和将/作曲:西川弘剛）